# Valérie de Loof
Pour les articles homonymes, voir Deloof.
Valérie de Loof, parfois créditée Valérie Deloof, est une ingénieure du son et une monteuse son.

## Filmographie

### Cinéma

#### Longs métrages
- 1996 : Ligne de vie de Pavel Lounguine
- 1997 : Le déménagement de Olivier Doran
- 1998 : Seul contre tous de Gaspar Noé
- 1999 : Pola X de Leos Carax
- 1999 : Adieu, plancher des vaches ! de Otar Iosseliani
- 1999 : Ressources humaines de Laurent Cantet
- 2000 : La Captive de Chantal Akerman
- 2000 : Stand-by de Roch Stéphanik
- 2001 : Du côté des filles de Françoise Decaux-Thomelet
- 2001 : L'emploi du temps de Laurent Cantet
- 2002 : Lundi matin de Otar Iosseliani
- 2002 : Des chiens dans la neige de Michel Welterlin
- 2002 : 17 fois Cécile Cassard de Christophe Honoré
- 2002 : Irréversible de Gaspar Noé
- 2002 : La vie nouvelle de Philippe Grandrieux
- 2003 : Sansa de Siegfried
- 2003 : Inquiétudes de Gilles Bourdos
- 2004 : Les Revenants de Robin Campillo
- 2004 : L'Ennemi naturel de Pierre Erwan Guillaume
- 2005 : Avant qu'il ne soit trop tard de Laurent Dussaux
- 2005 : Vers le sud de Laurent Cantet
- 2005 : Sauf le respect que je vous dois de Fabienne Godet
- 2006 : Dans Paris de Christophe Honoré
- 2006 : Le Pressentiment de Jean-Pierre Darroussin
- 2007 : Anna M. de Michel Spinosa
- 2007 : Les Chansons d'amour de Christophe Honoré
- 2007 : Dans la vie de Philippe Faucon
- 2008 : Et après (Afterwards) de Gilles Bourdos
- 2008 : Un lac de Philippe Grandrieux)
- 2009 : Enter the Void de Gaspar Noé
- 2009 : Non ma fille tu n'iras pas danser de Christophe Honoré
- 2009 : Le Coach d'Olivier Doran
- 2010 : Rubber de Quentin Dupieux
- 2010 : Homme au bain de Christophe Honoré
- 2010 : Gigola de Laure Charpentier
- 2011 : Les Bien-aimés de Christophe Honoré
- 2011 : Mike de Lars Blumers
- 2011 : La Femme du Vème de Paweł Pawlikowski
- 2011 : Kids Stories de Siegfried
- 2012 : Wrong de Quentin Dupieux
- 2013 : Renoir de Gilles Bourdos
- 2013 : Foxfire de Laurent Cantet
- 2013 : Je suis supporter du Standard de Riton Liebman
- 2013 : Eastern Boys de Robin Campillo
- 2014 : Jacky au royaume des filles de Riad Sattouf
- 2014 : Son épouse de Michel Spinosa
- 2014 : Métamorphoses de Christophe Honoré
- 2014 : Retour à Ithaque de Laurent Cantet
- 2015 : Voyage en Chine de Zoltán Mayer
- 2015 : Dheepan de Jacques Audiard
- 2015 : Tempête de Samuel Collardey
- 2016 : Les Malheurs de Sophie de Christophe Honoré
- 2016 : L'Ami, François d'Assise et ses frères de Renaud Fély et Arnaud Louvet
- 2017 : 120 battements par minute de Robin Campillo
- 2017 : Cherchez la femme de Sou Abadi
- 2017 : Crash Test Aglaé d'Éric Gravel
- 2017 : Espèces menacées de Gilles Bourdos
- 2018 : Une année polaire de Samuel Collardey
- 2018 : Les Frères Sisters de Jacques Audiard
- 2019 : Nos vies formidables de Fabienne Godet
- 2019 : Portrait de la jeune fille en feu de Céline Sciamma
- 2019 : Proxima d'Alice Winocour

#### Courts métrages
- 1997 : Sans titre de Leos Carax
- 1999 : Bonne résistance à la douleur de Pierre Erwan Guillaume
- 2002 : Intoxication (documentaire) de Gaspar Noé
- 2004 : 14,58 euro (collectif)
- 2008 : Hôtel Kuntz de Christophe Honoré
- 2012 : Wrong Cops: Chapter 1 de Quentin Dupieux
- 2013 : Le cœur au bord des lèvres de Nadia Kozlowski Bourgade
- 2014 : Nectar de Lucile Hadzihalilovic
- 2017 : Ex-voto d'Antoine Beauvois

### Télévision

#### Téléfilms
- 2002 : Les frangines de Laurence Katrian
- 2003 : La chose publique de Mathieu Amalric
- 2009 : Angelo, tyran de Padoue de Christophe Honoré

## Distinctions

### Récompenses
- César 2019 : César du meilleur son pour Les Frères Sisters avec Brigitte Taillandier et Cyril Holtz

### Nominations
- César du meilleur son :
  - au César 2008 pour Les Chansons d'amour
  - au César 2016 pour Dheepan
  - au César 2018 pour 120 battements par minute
  - au César 2020 pour Portrait de la jeune fille en feu